# Stefano Mauri
Stefano Mauri (Monza, 8 januari 1980) is een Italiaans betaald voetballer die bij voorkeur als middenvelder speelt. Hij verruilde in 2006 Udinese voor SS Lazio, eerst op huurbasis en vervolgens definitief. Hij debuteerde in november 2004 tegen Finland in het Italiaans voetbalelftal.
Mauri kwam eerder uit voor onder meer Modena FC en (op huurbasis) voor Brescia Calcio. Hij speelde tussen 2004 en 2011 elf wedstrijden in de Italiaanse nationale ploeg.

## Carrière
| Seizoen   | Club             | Land            | Competitie | Wedstrijden | Doelpunten |
| --------- | ---------------- | --------------- | ---------- | ----------- | ---------- |
| 2001/2002 | Modena FC        | Vlag van Italië | Serie B    | 5           | 1          |
| 2002/2003 | Modena FC        | Vlag van Italië | Serie A    | 18          | 1          |
| 2003/2004 | → Brescia Calcio | Vlag van Italië | Serie A    | 29          | 7          |
| 2004/2005 | Udinese          | Vlag van Italië | Serie A    | 17          | 5          |
| 2005/2006 | Udinese          | Vlag van Italië | Serie A    | 12          | 0          |
| 2005/2006 | → Lazio Roma     | Vlag van Italië | Serie A    | 14          | 2          |
| 2006/2007 | Lazio Roma       | Vlag van Italië | Serie A    | 29          | 6          |
| 2007/2008 | Lazio Roma       | Vlag van Italië | Serie A    | 24          | 3          |
| 2008/2009 | Lazio Roma       | Vlag van Italië | Serie A    | 27          | 1          |
| 2009/2010 | Lazio Roma       | Vlag van Italië | Serie A    | 36          | 3          |
| 2010/2011 | Lazio Roma       | Vlag van Italië | Serie A    | 29          | 6          |
| 2011/2012 | Lazio Roma       | Vlag van Italië | Serie A    | 15          | 4          |
| 2012/2013 | Lazio Roma       | Vlag van Italië | Serie A    | 26          | 3          |
| 2013/2014 | Lazio Roma       | Vlag van Italië | Serie A    | 12          | 4          |
| 2014/2015 | Lazio Roma       | Vlag van Italië | Serie A    | 29          | 9          |
| 2015/2016 | Lazio Roma       | Vlag van Italië | Serie A    | 4           | 0          |
| Totaal    |                  |                 |            | 326         | 53         |

## Erelijst
| Coppa Italia | 2x | 2008/09, 2012/13 |
| Supercoppa   | 1x | 2009             |

## Beweringen over matchfixing
Op maandag 28 mei 2012 werd bekend dat de Italiaanse politie een aantal bekende voetballers had gearresteerd in een geruchtmakende omkoopzaak, waaronder ook Stefano Mauri en Omar Milanetto. Zij werden gearresteerd op verdenking van matchfixing. Ook het trainingskamp van de nationale ploeg in aanloop naar het EK 2012 werd verstoord. Verdediger Domenico Criscito, op dat moment spelend voor FK Zenit Sint-Petersburg, werd daar verhoord over de zaak. Coach Antonio Conte van Juventus FC werd eveneens ondervraagd. In totaal arresteerde de politie negentien mensen, onder wie tien (voormalig) voetballers. Vanwege het feit dat er een substantieel gebrek aan bewijs tegen hem was, kwam hij al snel weer op vrije voeten. De tuchtcommissie van de Italiaanse voetbalbond legde de eis van de aanklager om Stefano Mauri vierenhalf jaar te schorsen naast zich neer. De middenvelder kwam er vanaf met een verbanning van zes maanden.